# ロスムンド・トムソン症候群
ロスムンド・トムソン症候群（英語: Rothmund-Thomson syndrome）は、常染色体潜性遺伝形式をとる遺伝性疾患である。
DNAヘリカーゼの異常であり、早老症に分類される。
2021年時点で、世界で約300例の報告がある。

## 分類
I型とII型に分類される。
I型はANAPC1遺伝子の異常による。多形皮膚萎縮症、外胚葉奇形、若年性白内障を特徴とする。
II型はRECQL4遺伝子の異常による。多形皮膚萎縮症、先天性骨欠損、幼児期の骨肉腫、皮膚癌の合併を特徴とする。
また類縁疾患として、RAPADILINO症候群、Baller-Gerold症候群がある。いずれもRECQL4遺伝子異常により発症する。

## 症状
多形皮膚萎縮症は必発で、生後3～6ヶ月頃から生じる。急性期には顔面、特に頬部に紅斑・浮腫・水疱を生じ、1～2歳のうちに四肢に広がる。体幹には通常認められない。慢性期には毛細血管拡張、色素沈着、萎縮性変化を伴う。
約70%で骨格異常を認め、成長遅延や低身長、前頭部突出、鞍鼻、橈骨の欠損、母指の欠損または低形成などをきたす。
白内障は生後2～3ヶ月で出現し、1～2歳で固定する。
悪性腫瘍の発症も高頻度であり、皮膚癌や骨肉腫の合併の報告が多い。
その他、爪形成不全、性腺機能低下も認める。

## 歴史
1868年にアウグスト・フォン・ロートムントがI型とみられる症例を初めて報告した。また1936年にマシュー・シドニー・トムソンがII型とみられる症例を報告し、後にこれらは一つの症候群にまとめられた。
1999年にRICQL4、2019年にANAPC1がそれぞれII型、I型の原因遺伝子であることが報告された。

## 文献
1. ↑  金子英雄 (2021). “ロスムンド・トムソン症候群（早老症研究の最前線）”. 日本老年医学会雑誌 58 (3):  413–416. doi:10.3143/geriatrics.58.413.
2. ↑  Rothmund, August (1868-02-01). “Ueber Cataracten in Verbindung mit einer eigenthümlichen Hautdegeneration” (ドイツ語). Archiv für Ophthalmologie 14 (1):  159–182. doi:10.1007/BF02720945. ISSN 1435-702X.
3. ↑  Thomson, M. Sydney (1936-05). “Poikiloderma Congexitale”. British Journal of Dermatology 48 (5):  221–234. doi:10.1111/j.1365-2133.1936.tb10332.x. ISSN 0007-0963.
4. ↑  Kitao, Saori; Shimamoto, Akira; Goto, Makoto; Miller, Robert W.; Smithson, William A.; Lindor, Noralane M.; Furuichi, Yasuhiro (1999-05). “Mutations in RECQL4 cause a subset of cases of Rothmund-Thomson syndrome” (英語). Nature Genetics 22 (1):  82–84. doi:10.1038/8788. ISSN 1546-1718.
5. ↑  Ajeawung, Norbert F.; Nguyen, Thi Tuyet Mai; Lu, Linchao; Kucharski, Thomas J.; Rousseau, Justine; Molidperee, Sirinart; Atienza, Joshua; Gamache, Isabel et al. (2019-09-05). “Mutations in ANAPC1, Encoding a Scaffold Subunit of the Anaphase-Promoting Complex, Cause Rothmund-Thomson Syndrome Type 1” (English). The American Journal of Human Genetics 105 (3):  625–630. doi:10.1016/j.ajhg.2019.06.011. ISSN 0002-9297. PMC 6731352. PMID 31303264.